# Jakob-Prandtauer-Preis für Wissenschaft und Kunst

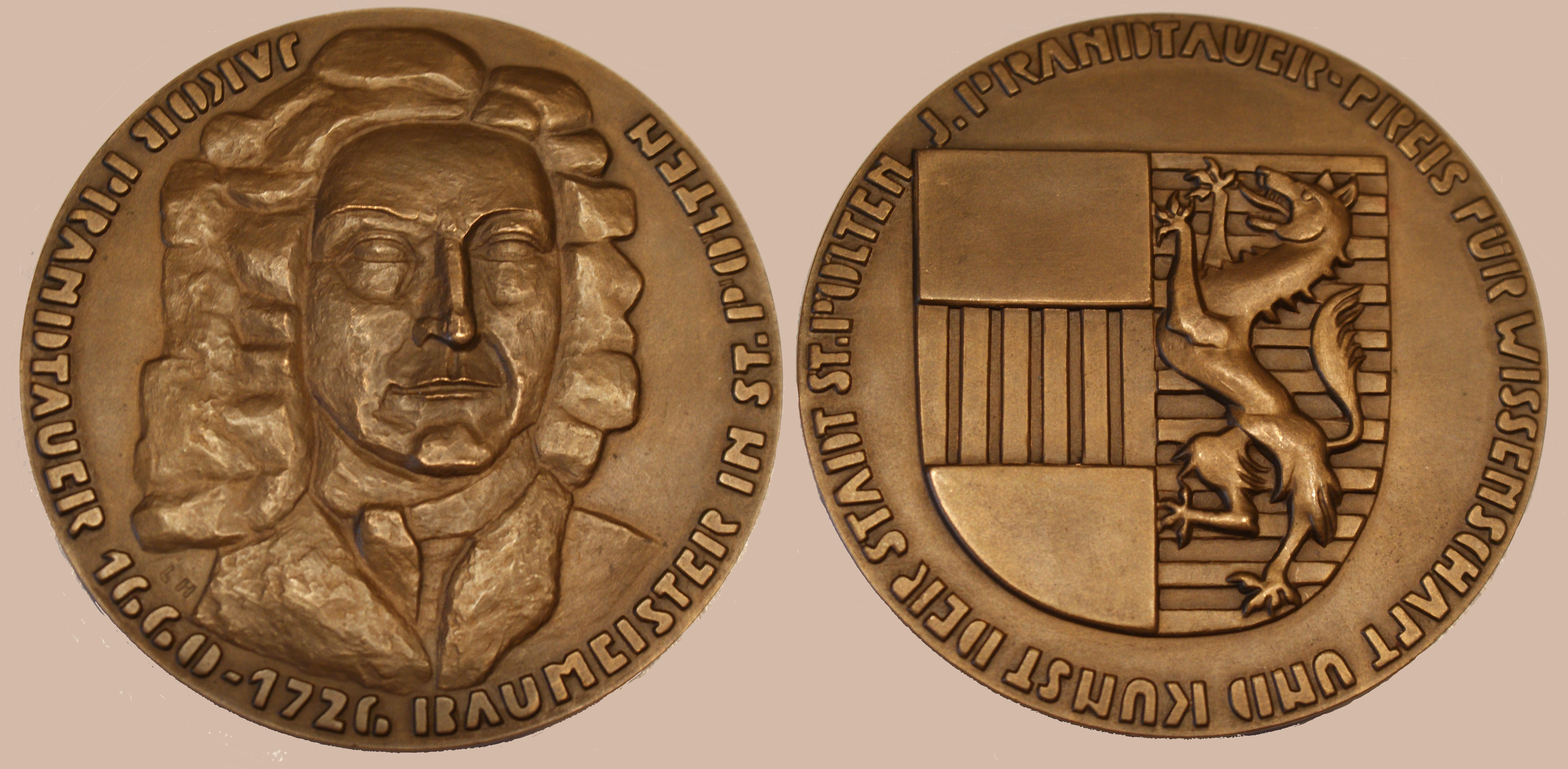
Vorder- und Rückseite der Medaille

Der Jakob-Prandtauer-Preis für Wissenschaft und Kunst der Stadt St. Pölten ist ein von der Stadt St. Pölten vergebener Ehrenpreis. Der nach dem in der Stadt wirkenden Barockbaumeister Jakob Prandtauer benannte Preis wurde seit 1968 bisher 52 Mal verliehen; das der Verleihung zugrundeliegende Statut wurde am 30. Jänner 1967 beschlossen.
Der Preis wird in unregelmäßigen Abständen vergeben; der Verleihung voraus geht ein Beschluss im Stadtsenat. Bei der feierlichen Übergabe wird neben der Medaille auch eine Urkunde vom Bürgermeister übergeben.

## Preisträger
Die folgende Tabelle listet alle Preisträger seit 1968 auf. Neben dem Verleihungsjahr und dem Namen des Preisträgers sind die Verdienste aufgeführt für die der Preisträger ausgezeichnet wurde. In der letzten Spalte ist das Geburtsjahr und, wenn zutreffend, das Todesjahr angegeben.
| Verleihung | Name                     | Verdienste                                                                                     | Geburts-/ Todesjahr |
| ---------- | ------------------------ | ---------------------------------------------------------------------------------------------- | ------------------- |
| 1968       | Josef Böck               | Berufliche Tätigkeit und wissenschaftliche Arbeiten im Bereich der Augenheilkunde              | * 1901, † 1985      |
| 1969       | Richard Eybner           | Kammerschauspieler                                                                             | * 1896, † 1986      |
| 1970       | Jörg Demus               | Pianist                                                                                        | * 1928, † 2019      |
| 1976       | Peter Minich             | Kammersänger                                                                                   | * 1927, † 2013      |
| 1976       | Camillo Öhlberger        | Musiker, Schriftsteller                                                                        | * 1921, † 2013      |
| 1979       | Bernhard Wicki           | Schauspieler                                                                                   | * 1919, † 2000      |
| 1979       | Karl Österreicher        | Dirigent                                                                                       | * 1923, † 1995      |
| 1988       | Kurt Komarek             | Rektor der Universität Wien, Anorganische Chemie. Die Eltern Komareks stammten aus St. Pölten. | * 1926, † 2016      |
| 1989       | Heinrich Fasching        | Direktor des Bauamtes der Diözese St. Pölten, Ordinariatskanzler                               | * 1929, † 2014      |
| 1989       | Hugo Portisch            | Chefredakteur des ORF, Buchautor                                                               | * 1927, † 2021      |
| 1989       | Franz Kaindl             | Präsident der niederösterreichischen Kunstvereine, Maler                                       | * 1932              |
| 1990       | Maria Sturm              | bildnerische Künstlerin, Buchautorin                                                           | * 1913, † 1996      |
| 1990       | Franz Rupp               | Maler, Obmann der Künstlergruppe Penta                                                         | * 1938              |
| 1991       | Herwig Sulzenauer-Lenau  | Schauspieler                                                                                   | * 1926, † 2010      |
| 1991       | Helmut Scherner          | Musiker, Komponist                                                                             | * 1941              |
| 1991       | Robert Klement           | Lehrer, Redakteur, Jugendbücher                                                                | * 1949              |
| 1994       | Ernst Pfabigan           | Schulpsychologe                                                                                | * 1927, † 2023      |
| 1994       | Karl Gutkas              | Leiter historischer Ausstellungen, Sachbuchautor                                               | * 1926, † 1997      |
| 1995       | Paul Twaroch             | Intendant des ORF Niederösterreich                                                             | * 1932, † 2021      |
| 1999       | Anton Pistotnig          | Kapellmeister der niederösterreichischen Militärmusik                                          | * 1949              |
| 2001       | Ioan Holender            | Direktor der Staatsoper Wien                                                                   | * 1935              |
| 2001       | Alexander Bisenz         | Kabarettist, Maler                                                                             | * 1962, † 2021      |
| 2001       | Renato Zanella           | Ballettdirektor Staatsoper Wien                                                                | * 1961              |
| 2002       | Gerhard Klingenberg      | Burgtheaterdirektor a. D.                                                                      | * 1929, † 2024      |
| 2002       | Friedrich Martin Seitz   | Präsident des St. Pöltner Künstlerbundes                                                       | * 1925, † 2014      |
| 2003       | Hans Bankl               | Pathologe                                                                                      | * 1940, † 2004      |
| 2003       | Franz Chmel              | Mundharmonikaweltmeister                                                                       | * 1944, † 2016      |
| 2004       | Mimi Wunderer            | Intendantin und Gründerin der Bühne im Hof                                                     | * 1951, † 2018      |
| 2004       | Robert Herfert           | Bildender Künstler                                                                             | * 1926, † 2011      |
| 2005       | Ernst Krötlinger         | Bildender Künstler                                                                             | * 1938              |
| 2005       | Walter Graf              | Domkapellmeister, Gründer von Festival Musica Sacra                                            | * 1931, † 2020      |
| 2006       | Siegfried Nasko          | Historiker, Germanist, Kulturstadtrat, Ausstellungsgestalter                                   | * 1943              |
| 2006       | Michael Mantler          | Trompeter, Komponist                                                                           | * 1943              |
| 2007       | Walter Breitner          | Dirigent, Komponist                                                                            | * 1936, † 2020      |
| 2007       | Hannes Thanheiser        | Schauspieler, Musiker, Allroundtalent                                                          | * 1925, † 2014      |
| 2010       | Gebhard König            | Direktor der Niederösterreichischen Landesbibliothek                                           | * 1950              |
| 2010       | Erich Steininger         | Ehemaliger Leiter des Niederösterreichischen Dokumentationszentrums                            | * 1939, † 2015      |
| 2011       | Viktor Mayerhofer        | Leiter der Musikschule St. Pölten, Musiker                                                     | * 1948              |
| 2015       | Josef Friedrich Sochurek | Künstler                                                                                       | * 1945              |
| 2016       | Zdenka Becker            | Schriftstellerin                                                                               | * 1951              |
| 2016       | Otto Kargl               | Dom-Kapellmeister                                                                              | * 1957              |
| 2018       | Norbert Steiner          | Architekt                                                                                      | * 1942              |
| 2019       | Ernest Kienzl            | Bildender Künstler, Obmann des St. Pöltner Künstlerbundes                                      | * 1951              |
| 2020       | Wolfgang Mayer-König     | Ehrenobmann der Literarischen Gesellschaft St. Pölten                                          | * 1946              |
| 2022       | Thomas Karl              | ehemaliger Kulturamtsleiter                                                                    |                     |
| 2022       | Karl-Heinz Maringer      | Kunstsammler und Galerist                                                                      | * 1947              |
| 2022       | Brigitte Fürle           | Intendantin des Festspielhauses St. Pölten                                                     | * 1960              |
| 2023       | Lothar Fiedler           | ehemaliger Präsident der Freunde der Kultur St. Pölten                                         |                     |
| 2023       | Martha Keil              | wissenschaftliche Leiterin der Ehemaligen Synagoge St. Pölten                                  | * 1958              |
| 2023       | Leopold Kogler           | Leiter des Niederösterreichischen Dokumentationszentrums für moderne Kunst                     | * 1952              |
| 2023       | Robert Lehrbaumer        | Musiker und Dirigent                                                                           | * 1960              |
| 2023       | Marie Rötzer             | Künstlerische Leiterin des Landestheaters Niederösterreich                                     | * 1967              |